# Ґустав Голлендер
Ґустав Голлендер (нім. Gustav Hollaender; 15 лютого 1855, Ґлубчице, Сілезія, королівство Пруссія — 4 грудня 1915, Берлін) — німецький скрипаль, композитор і музичний педагог єврейського походження. Брат композитора Віктора Голлендера і письменника Фелікса Голлендера, дядько композитора Фрідріха Голлендера.

## Біографія
Навчався в Лейпцизькій консерваторії у Фердинанда Давида, потім в Берліні у Йозефа Йоахіма. У 1874—1881 грав в оркестрі Берлінської опери, в 1881—1893 перша скрипка Кельнської опери і Гюрценіх-оркестру. У кельнський період керував також струнним квартетом за участю Еміля Барі (друга скрипка), Йозефа Шварца (альт) і Фрідріха Ґрюцмахера-молодшого (віолончель).
У 1894 повернувся в Берлін, де продовжив концертувати як ансамбліст, особливо в складі фортеп'янного тріо з Ксавером Шарвенком і Генріхом Ґрюнфельдом. Керував також струнним квартетом, в складі якого другу скрипку грав Віллі Ніккінґ (1856—1929), альт — спершу Генріх Брандлер, потім Вальтер Рампелман, віолончель — спершу Лео Шраттенгольц, потім Антон Еккінґ.
Автор двох концертів і ряду інших творів для скрипки з оркестром, камерної музики для свого інструменту, дидактичних творів.
З 1895 року і до кінця життя очолював берлінську Консерваторію Штерна. Серед численних учнів Голлендера — Фріц Кассирер. У 1936 в результаті нацистської реорганізації консерваторії єврейська частина викладачів та студентів була відокремлена в Єврейську музичну школу Голлендерів (нім. Jüdische Private Musikschule Hollaender) на чолі з дітьми Голлендера Куртом Голлендером (1885—1941) і Сусанною Ландсберґ (1892—1943); в 1941—1943 керівники школи і більшість її педагогів і учнів були знищені в концентраційних таборах.